# جورج إي. نيكسون
جورج إي. نيكسون هو سياسي كندي، ولد في 9 مارس 1898، وتوفي في 17 مارس 1981. حزبياً، نشط في الحزب الليبرالي الكندي. وقد انتخب عضو مجلس العموم الكندي.